# Paolo Micioni
Paolo Micioni, noto anche con lo pseudonimo di Paul Micioni (Foligno, 3 marzo 1956), è un disc jockey, produttore discografico e direttore artistico italiano.

## Biografia
Micioni è attualmente direttore artistico e socio fondatore, insieme al fratello Pietro Micioni, Massimo Zuccaroli e Claudio Zuccaroli, della casa discografica Twilight Music con sede in Roma. Insieme all'Audioteca Rai, la Twilight Music ha fondato il progetto e la collana denominati Via Asiago 10- Twilight Music che pubblica le storiche incisioni tratte dagli archivi di Radio Rai della RAI Radio Televisione Italiana.
Come produttore ha curato i progetti di Gazebo, Gary Low, Traks, Mike Francis, Amii Stewart, Banco del Mutuo Soccorso, Neri per Caso, Marina Rei, Tiromancino, Niccolò Fabi e tanti altri.
Nel 2005, a 49 anni, gli è stata diagnosticata la malattia di Parkinson. 